# Allerauenwald im Drömling
Der Allerauenwald im Drömling ist ein ehemaliges Naturschutzgebiet in der niedersächsischen Gemeinde Danndorf im Landkreis Helmstedt. Das Gebiet liegt in der wenig besiedelten Niederung des Drömlings. 
Das Naturschutzgebiet mit dem Kennzeichen NSG BR 017 war 94,7 Hektar groß. Es war vollständig Bestandteil des FFH-Gebietes „Drömling“ und des Vogelschutzgebietes „Drömling“. Das Gebiet stand seit dem 2. Februar 1979 unter Naturschutz. Zuständige untere Naturschutzbehörde war der Landkreis Helmstedt. Zum 25. Juli 2018 ging es im neu ausgewiesenen Naturschutzgebiet „Südlicher Drömling“ auf.

## Beschreibung
Das ehemalige Naturschutzgebiet liegt nordöstlich von Wolfsburg im Naturraum Weser-Aller-Flachland am Südwestrand des Drömlings, einem Niedermoorgebiet, das zum größeren Teil zu Sachsen-Anhalt und zum kleineren Teil zu Niedersachsen gehört. Es ist trapezförmig und erstreckte sich in seiner längsten Ausdehnung auf rund 2,3 Kilometern. Die Breite des ehemaligen Naturschutzgebietes betrug knapp 500 Meter.
Nach Nordwesten ist das ehemalige Naturschutzgebiet durch die geradlinig verlaufende Aller begrenzt, im Südwesten durch den Katharinenbach und zu den anderen Seiten durch Gräben bzw. Wirtschaftswege.
Im ehemaligen Naturschutzgebiet stockt ein Hartholzauwald, in dem Stieleiche, Flatterulme und Gemeine Esche vorherrschen. Der Altholzanteil ist hoch, die Strauchschicht meist gut ausgebildet. Daneben stocken Eichen-Hainbuchenwälder, Buchenwälder und überwiegend aus Birken aufgebaute Pionierwälder. In nassen Senken sind Großseggenriede und Röhrichte zu finden.

## Geschichte

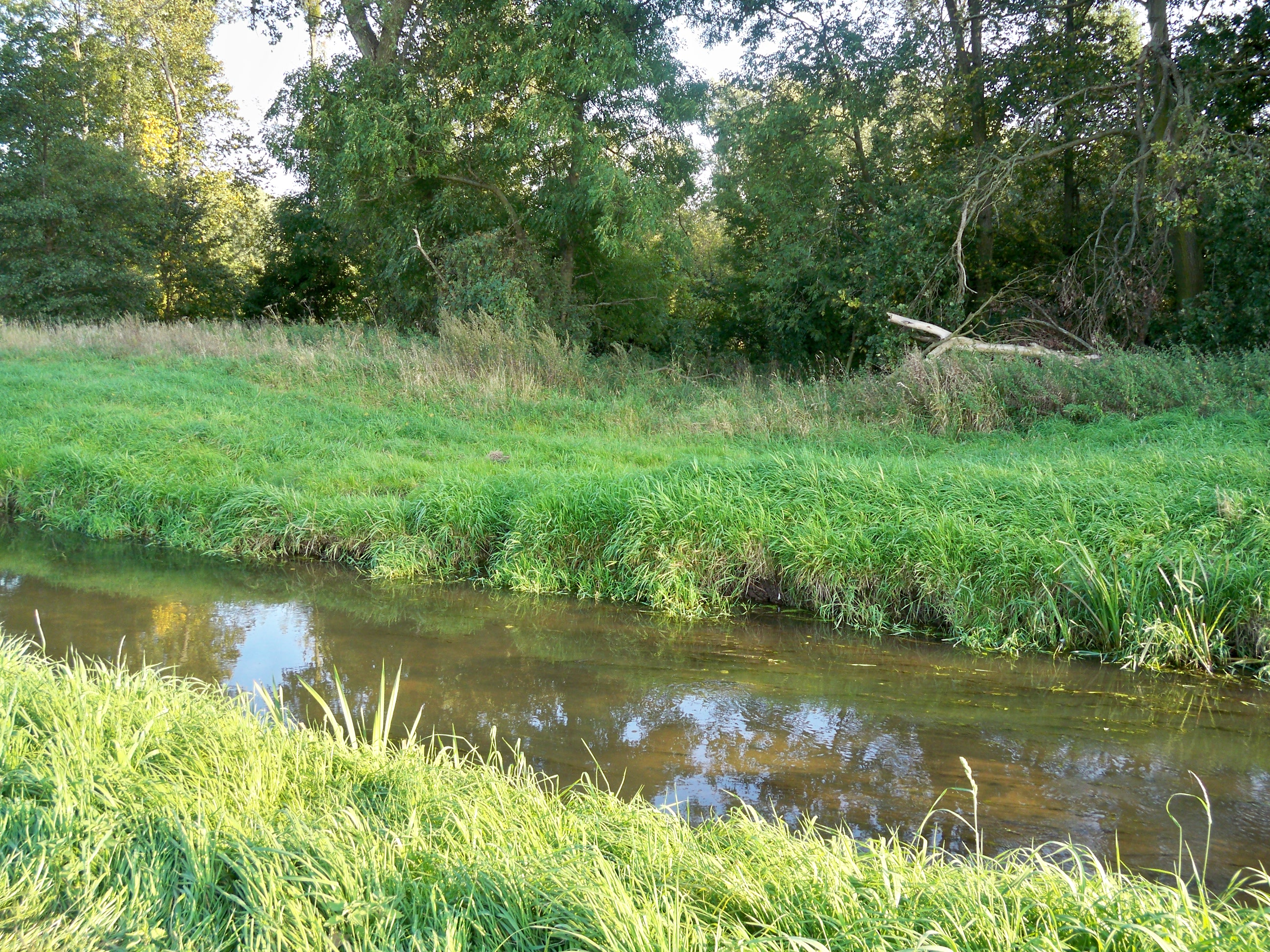
Absenkung des Damms zur Wasserzufuhr bei Hochwasser

Das Gebiet war bis in das 18. Jahrhundert eine kaum durchdringbare Sumpflandschaft, in der Bruch- und Auwälder vorherrschten. Große Teile der angrenzenden Flächen wurden durch Melioration urbar gemacht.
2002 startete ein Naturschutzgroßprojekt im niedersächsischen Teil des Drömling, das eine Verbesserung des Wasserhaushalts zugunsten ökologischer Belange zum Ziel hatte. Im Bereich des Allerauenwaldes wurde 2008 der Damm zur Aller hin an einigen Stellen abgesenkt, so dass die Aller bei hohem Wasserstand das Waldgebiet überfluten kann. 2009 wurde unmittelbar flussaufwärts ein Klappenwehr an einem Überlaufgraben zum nahen Mittellandkanal in Betrieb genommen. Dadurch kann der Wasserstand hochgehalten werden, während früher überschüssiges Wasser vollständig in den Mittellandkanal geleitet worden war. 2011 wurde das Gebiet nach Entfernung von Baumarten wie Fichten als Naturwaldreservat ausgewiesen.